# Brouwerij Van Roy
Brouwerij Van Roy later ook wel Brouwerij Het Anker Wieze was een bierbrouwerij in het Oost-Vlaamse Wieze (Lebbeke) in België. De brouwerij werd opgericht in 1866 en werd gesloten in 1997.

## Van Roy
In 1866 startte Pieter Jozef Van Roy in zijn landbouwbedrijf een brouwerij die vanaf 1907 verder gezet werd door zijn zoon Raymond, die later burgemeester werd in Wieze en overleed in 1951 in Duitsland. Raymond had de brouwerij verder uitgebouwd, maar tijdens de Eerste Wereldoorlog werd al het noodzakelijke koper gestolen.
In Wieze kwam men de Tweede Wereldoorlog door met het brouwen van surrogaatbier en in 1952 lanceerden Jan en Willy Van Roy de Wieze Pils.

## Failliet
Brouwerij van Roy, met ooit 370 werknemers in dienst, ging in 1994 een eerste keer failliet. Er werd een nieuwe vennootschap opgericht en de brouwerij ging verder onder de naam Wieze Het Anker en gaf werk aan 50 werknemers. Toch ging de productie achteruit van 120.000 hectoliter naar 30.000 hectoliter. Dit kwam onder meer door het verlies van een aantal contracten met supermarkten. In 1997 werd de brouwerij opnieuw failliet verklaard.
In 1999 kocht de bouwpromotor Matexi Group de gebouwen en grond. In 2001 gingen de gebouwen tegen de vlakte. In 2008 werd beslist de vrijgekomen grond te verkavelen in 58 bouwloten, nadat de site was omgevormd tot woonzone.
Nu is er een nieuwe Brouwerij Wieze gevestigd in Wieze welke het oude logo heeft overgenomen alsook de gedeponeerde merken voor de Benelux.

## Wieze Oktoberfeesten
Vanaf 1956 tot 1986 werd door de Brouwerij Van Roy de Wieze Oktoberfeesten georganiseerd, een zestiendaags feest dat geschoeid was naar Duits model. Elke feestavond werd ingezet met een optreden van een orkest uit Oberbayern. In 2018 ontstond het plan om deze traditie na een pauze van 31 jaar ter hervatten. Het bier zou komen van Brouwerij De Brabandere (Bavikhove) die de merknaam overnam. In september 2018 volgde een eerste editie, die in 2019 werd hernomen. In 2020 diende ze afgelast te worden wegens de coronapandemie.

## Bieren

### Van Roy[2][3]
- Alfa	1,50%
- Anker Original Dark Beer Dunkelbier Reine Obergärung Bière Brune Fermentation Haute	-
- Anker Pils
- Bavière
- Be-Light Bier Natuurbier	3,50%
- Biere De Wieze Bier
- Bisco Pils
- Bière de Plaisir	3,50%
- Blond	5,00%
- Blond Wieze Van Roy Cat.III	-
- Blond Wieze Van Roy Tafelbier Bière de Table	1,50%
- Bock Van Roy Wieze	-
- Boxer Christmas Beer	-
- Boxer Christmas Cat.S	9,00%
- Boxer Pils	7,50%
- Brune	5,00%
- Brune Type de Wieze Van Roy	1,50%
- Budget	-
- Budget Bier - Bière Bier Sup. Bière Belge-Belgian Beer-Cat.I (N.V. Ets Heylen, Heist o/d Berg)	-
- Caeyman Pils Bier Beer Bière Birra Cerveza Cat.I	-
- Cerc'Oeil Bière•Bier•Birra Bière de Luxe (Armstein S.A. Ch-Vevey)	5,00%
- Chope Beer Bier Bière	5,00%
- Christmas	-
- Christmas Beer	-
- Christmas Beer Colruyt	-
- Class Pils Bier•Bière•Beer•Birra•Cerveza Bière de Luxe	5,00%
- Class Pils Bier•Bière•Beer•Birra•Cerveza Bière de Luxe	4,80%
- Class Pils Bier•Bière•Beer•Birra•Cerveza Bière de Luxe	4,40%
- Class Pils Bier•Bière•Beer•Birra•Cerveza Bière de Luxe	3,00%
- Damburger Pils	7,20%
- Damburger Prima Pils Bier Cat.I	5,00%
- Diest	3,00%
- Dorpsbier
- E.S.P.	3,00%
- ESP Extra Strong Pils bier-bière belge Cat.I	5,00%
- Export	5,00%
- Export Wieze Bier Bière	4,50%
- Extra
- Faro
- Faro Extra
- Fitt Bier• Alcoholvrij
- Fitt Light Bier Alkoholarm 	1,00%
- Frissing Christmas Bier•Beer•Bière•Birra•Cerveza	8,00%
- Frissing Kriek 7,50%
- Frissing Pils 4,80%
- Frissing Pils Bier• 5,00%
- GB - Blond Bier	5,00%
- GB - Tafelbier Bruin	1,50%
- GB Pils
- Gluck Pils Bière De Luxe Bier(S.C.Bloc C.V. Brussel)	4,80%
- Gluck Pils Bière De Luxe Bier(S.C.Bloc C.V. Brussel)	5,00%
- Goeleken Faluintjesbier
- Gold Pils Bier - Bière Cat.I Speciaal gebrouwen voor N.V. Interail Belgium S.A. 5,00%
- Gold Star 5,00%
- Goudsch Kuyt Bier 5,00%
- Haletrut	5,00%
- Haletrut Tripel
- Hell Prima Lager
- Hendrik
- Hustler 147 Premium Lager	5,00%
- Interpils Pils Beer Sup. Cat.I (C.V.Intergros S.C.-Wilrijk)	5,00%
- Jan	5,00%
- Karl Pils Bière Bier Bier Beer bière de luxe luxe bier	5,00%
- Karl Pils Bière Bier Bier Beer bière de luxe luxe bier	4,80%
- Kerel Spéciale Hoge gisting
- Kriek Lambic Van Roy Wieze	5,00%
- Kriek Wieze
- La Maquisarde
- La Republicana	4,40%
- La Republicana	7,50%
- La Republicana Queen of Beers Imported from Belgium	5,00%
- Lager Premium Cerveza • Bière • Birra • Bier (CABBAC Bruxelles / Brussel)	4,70%
- Madie	5,00%
- Madie Spéciale Bière Belge	5,00%
- Martens Pils	5,00%
- Maverick Lager Belgian Strong Premium	5,00%
- Maverick Low Alcohol Lager (The Maverick Beer Company Ltd)	1,00%
- Meister Extra Lager Birra•Beer•Bier•Bière Bière de Luxe	5,00%
- Ober Extra Lager	3,00%
- Old Musketeer Bière Belge de Luxe Luxe Bier	-
- Paling	2,00%
- Paling Cat.S
- Parel Pils	7,20%
- Pils	5,00%
- Pils Caeyman Bier•Beer•Bière•Birra•Cerveza Cat.I	-
- Prima Lager	-
- Profi Pils Bier•Bier•Beer•Bière•Birra•Cerveza Cat.I	-
- Punch	4,40%
- Royal Ale	-
- Royal Blond	-
- Royal Bock	-
- Royal Christmas	-
- Royal Export	-
- Royal Helles	-
- Royal Kriek Extra	-
- Royal Munchener	-
- Royal Pils Bier•Bière•Beer•Birra•Cerveza Bière de Luxe	4,40%
- Royal Prima Export	4,40%
- Royal Stout 152	-
- Royal Tafelbier	-
- Royal Type Ale	5,00%
- Royal Type Bière de Luxe	5,00%
- Royal-Alost	5,20%
- Royal-Blond	-
- Royal-Faro	-
- Salvator Abdijbier - Bière D'Abbaye Bier Beer Bière Birra Cerveza Cat.S	-
- Samwell Pils	7,50%
- Samwell Pils	4,40%
- Samwell Pils Belgisch Bier Bière Belge Cat.I (Samgo CV - Aalst)	5,00%
- Sandersput
- Sandersput Christmas	5,00%
- Sandersput Pils Pils speciaal gebrouwen en gebotteld voor Hoebeeck-9450 Haaltert	5,00%
- Saussure Cuvée Spéciale du Centenaire École Agricole De Carlsbourg
- Scotch 1866 Wieze Bière Bier Bier Beer	7,20%
- Solid Pils
- Special Ypra
- Special Ypra Vermeulen	5,20%
- Special Ypra Vermeulen	5,00%
- Stoere Pils (Bierhalle Melle) Bier Bière	5,00%
- Stout	5,00%
- Style beer Upper 19
- Super X Meister Lager
- Superieur Pils
- Superieur Pils Bier Bierhalle Deconinck Vichte	5,00%
- T V Bière Bier Van Roy Wieze	3,00%
- T V Bière Bier Van Roy Wieze Bière Bock	-
- Tafelbier Bière de table	-
- Tafelbier Bruin Gb	3,00%
- Teutenbier	5,00%
- Triple Dorps	7,50%
- Type Diest	-
- Type Dé	-
- Type Royal Ale	-
- Upper 19 Bière Speciale Bier-Bière-Birra-Cerveza	7,50%
- Van Roy Faro Extra	7,50%
- Van Roy Wieze Pils Bière De Luxe	5,00%
- Vieux Bruxelles Kriek Lambic	5,00%
- Wettel Bier	4,80%
- Wettelbier Sandersput Ninove	-
- Wieze Belgian Lager Beer
- Wieze Bier•-
- Wieze Blonde	-
- Wieze Christmas	1,50%
- Wieze Dort	7,50%
- Wieze Export Bier Bière	5,00%
- Wieze Faro Extra	4,30%
- Wieze Faro Extra Bier-Bière Kunstmatig gezoet Édulcorée artificiellement	-
- Wieze Kriek Lambic	4,80%
- Wieze Kriek Lambic	-
- Wieze Pils Bier Bier Beer Bière de Luxe Birra Cerveza	4,50%
- Wieze Pils Lager Beer Birra Bier Bière Beer Cerveza Bière de Luxe	4,40%
- Wieze Pils Lager Beer Birra Bier Bière Beer Cerveza Bière de Luxe	5,00%
- Wieze Punch	5,00%
- Wieze Van Roy Pils
- Wiezerbräu	5,50%
- Ypra Special

### Het Anker[4]
- Abdij van Heymissen Tripel	9,00%
- Ankerpils	-
- Blond Wieze Van Roy Cat.M.B.	-
- Brune Type D-e' Van Roy Wieze	-
- Brune type Diest Van Roy Wieze Cat.MB	-
- Brune Van Roy Wieze	-
- Brune Wieze Van Roy Vitaminenrijk bier	-
- Cara Pils	-
- Carl Pils Bière Bier Beer Bier Bière de Luxe   Luxe Bier	5,00%
- Cerc'Oeuil Bière Bier Birra Bière de Luxe	5,00%
- Chope Beer Bier - Bière	-
- Christmas Abdijbier - Bière Belge	-
- Christmas Bière de Luxe - Luxe Bier Bier-Beer-Bière-Birra-Cerveza	7,50%
- Christmas Van Roy Wieze 6%
- Class Pils Bière de Luxe Bier Bière Beer Birra Cerveza	3,00%
- Class Pils Luxebier - Bière de Luxe	4,80%
- Dorp Pils	5,00%
- E.S.P. Extra Strong Pils bier-bière belge Cat.I	5,00%
- Export Wieze Bier Bière	4,50%
- Export Wieze Van Roy Bier Bière	5,00%
- Faro Extra
- Faro Van Roy Wieze	-
- Fink Bräu Cat.I	5,00%
- Fitt	5,00%
- Fitt Alcoholvrij
- Fitt light 1,00%
- Frissing Pils ier[bron?] Beer Bière Birra erveza[bron?] Bière de Luxe	4,80%
- Gluck Pils Bière de Luxe Bier	4,80%
- Gluck Pils Bière de Luxe Bier (S.C.Bloc C.V. Brussel)	5,00%
- Haletrut Tripel 8,50%
- Hei-kneuter (L.Pauwels Lommel)	5,40%
- Interpils Beer Sup.Cat.I	5,00%
- Karl Pils Bière Bier Beer Bier	4,80%
- Karl Pils Bière Bier - Bier Beer	5,00%
- Karl Pils Luxe Bier Bière de Luxe	4,70%
- Kriek Lambic Wieze Bière de Luxe	5,00%
- Madie Pils Belgisch Bier Bière Belge	5,00%
- Meister Extra Lager Bière de Luxe Birra-Beer-Bier-Bière	5,00%
- Meister Extra Lager Export Lager Birra-Beer-Bier-Bière	3,10%
- Meister Super "X" Export Lager
- Parel hoge gisting obergärig fermentation haute to fermentation	-
- Royal Lrik Extra Van Roy Wieze 1e.Cat.	-
- Royal Type Ale	5,00%
- Salvator Abdijbier-Bière D'Abbaye Bière de Luxe	7,50%
- Sandersput Pils	4,80%
- Sandersput Pils Cat.I	5,00%
- Scotch 1866 Wieze Bière Bier Bier Beer	7,20%
- T V Bière Bier	3,00%
- Tafelbier-bière de table Bruin Brune Cat.III	1,60%
- Triple Dorps Van Roy Wieze	-
- Upper 19 Bière Spéciale Bier Bière Beer Birra Cervesa[bron?]7,00%
- Upper 19 Style beer Bier Bière Beer Birra Cerveza	7,50%
- Vaartlander Met Smaakevolutie Hoge Gisting 9,00%
- Vaartlander Met Smaakevolutie Hoge Gisting 7,50%
- Van Roy Wieze Royal Ale English Type Bière de Luxe Cat.I	5,00%
- Vieux Bruxelles Kriek Lambic	5,00%
- Wieze Christmas	7,50%
- Wieze Export	5,00%
- Wieze Kriek Lambic	4,80%
- Wieze Oktoberfeesten	-
- Wieze Pils Lager Beer Pils Birra Bier Bière Beer Cerveza	5,00%
- Wieze Pils Lager Beer Pils Birra Bier Bière Beer Cerveza	4,40%
- Wieze Pils Lager Beer Pils Birra Bier Bière Beer Cerveza	4,80%
- Wieze Punch Van Roy Lager Luxe	-
- Wieze Scotch